# HAT-P-49 b
HAT-P-49 b — экзопланета, обращающаяся вокруг звезды HAT-P-49 в созвездии Лисички на расстоянии (322 ± 24) парсек от Земли. Планета является представителем одного из классов газовых гигантов — горячим юпитером. HAT-P-49 b также вращается вокруг одной из самых крупных звёзд, у которой обнаружен горячий юпитер.

## Характеристики планеты
HAT-P-49 b — транзитный горячий юпитер. Масса планеты оценивается в (1,73 ± 0,2) масс Юпитера, а радиус в (1,41 +0,13/-0,08) радиуса Юпитера, что приводит к средней плотности (0,75 ± 0,17) г/куб.см. Такая плотность типична для горячих юпитеров. Планета совершает полный оборот вокруг звезды за 2,7 земных суток. Расстояние от HAT-P-49 до планеты составляет 0,044 а.е. Эксцентриситет орбиты не превышает 0,212 e. Температура планеты оценивается в (2131 +69/-42) К.

## Родительская звезда
HAT-P-49 — звезда спектрального класса А5. Масса звезды оценивается в (1,54 ± 0,05) солнечных масс, радиус — в (1,83 ± 0,14) солнечных радиусов, а светимость в 6,5 раз больше солнечной. Температура звезды составляет (6820 ± 52) К. Металличность звезды равна (0,07 ± 0,08) [Fe/H]. Возраст звезды составляет (1,5 ± 0,2) млрд лет. Видимая звёздная величина составляет 10,33 mV. Звезда находится в созвездии Лисички.

## См.также
- Горячий юпитер
- Список экзопланет, открытых в 2014 году
- Лисичка (созвездие)
- HATnet